# Spiraalgroeflager

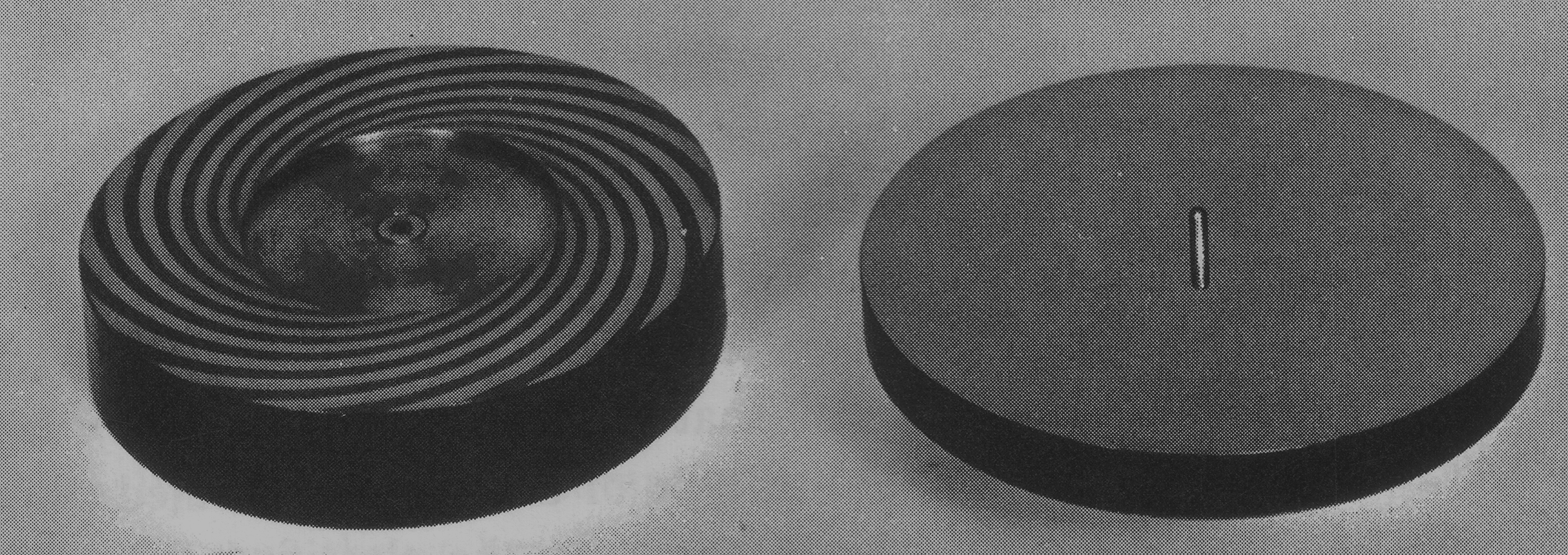
Figuur 1, axiaal spiraalgroeflager (taatslager).

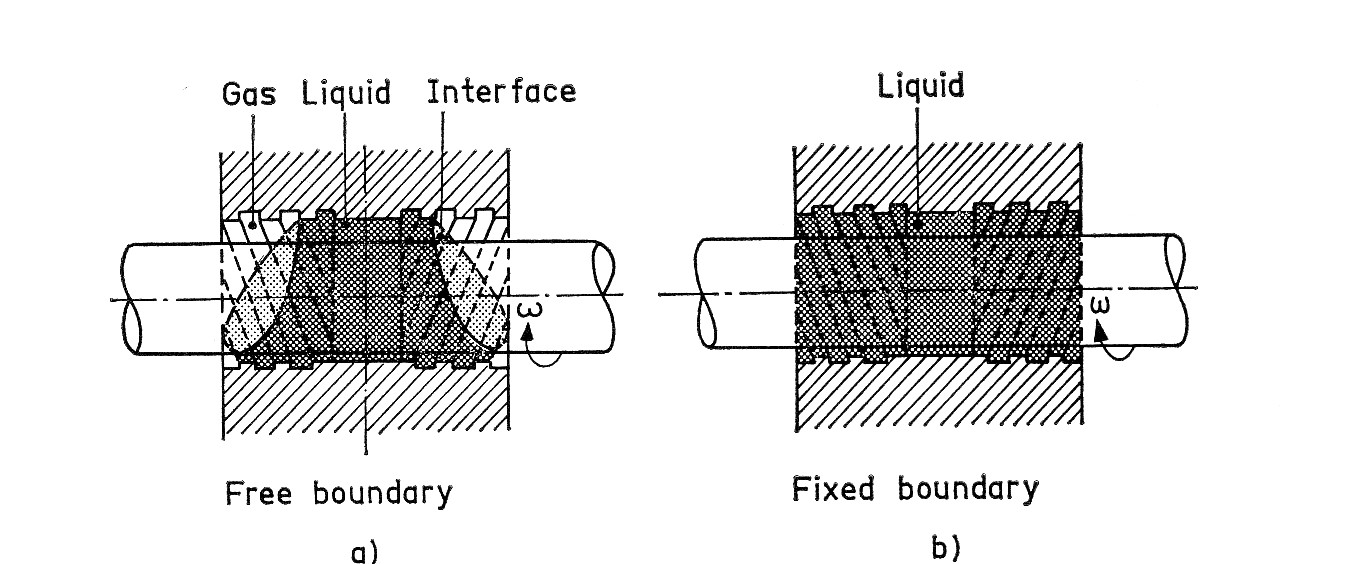
Figuur 2, radiaal spiraalgroeflager

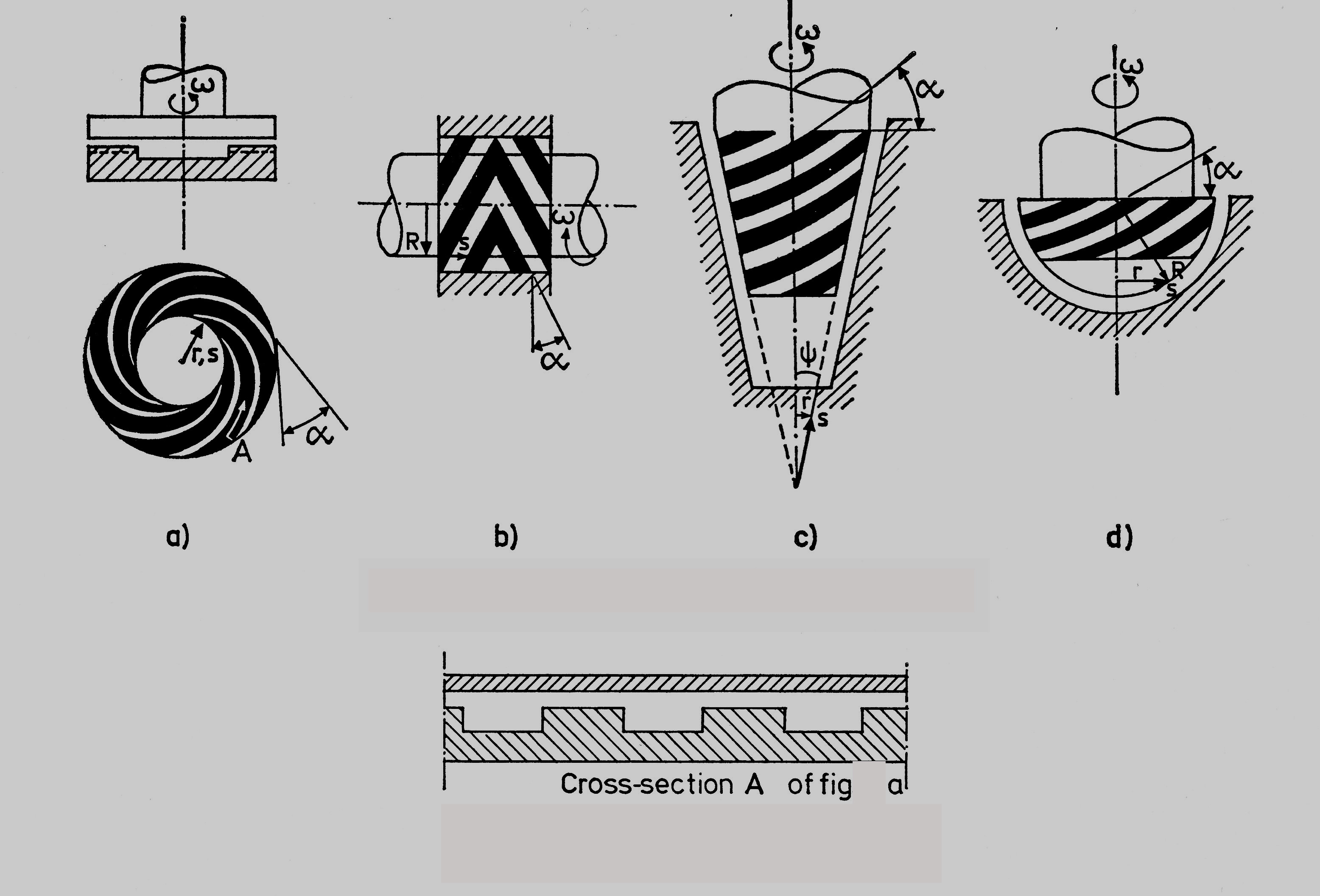
Figuur 3, axiale en radiale spiraalgroeflagers

Spiraalgroeflagers (in het Engels spiral groove bearings) zijn glijlagers waarvan een van de twee glijvlakken is voorzien van spiraalvormige groeven.
In figuur 1 en in figuur 3a is een spiraalgroeflager getoond dat een axiale belasting kan doorvoeren als de as roteert in de richting waarbij het smeermiddel naar binnen wordt gepompt ofwel een druk naar binnen opbouwt.

## Krachten
Figuur 2 en figuur 3b toont een cilindrisch spiraalgroeflager. Zo'n lager kan een belasting in radiale richting doorvoeren. Door het naar binnen pompen van het smeermiddel kan een spiraalgroeflager zelfafdichtend zijn, zie figuur 2a. Het conische spiraalgroeflager van figuur 3c en het sferische spiraalgroeflager van figuur 3d kan zowel een axiale als een radiale belasting doorvoeren.

## Voor- en nadelen
Een cilindrisch spiraalgroeflager heeft minder draagvermogen dan een ongegroefd cilindrisch glijlager, daarin ligt dan ook niet het nut van het aanbrengen van spiraalgroeven. Het nut van de groeven is dat, als het lager geen of nagenoeg geen radiale last moet overdragen, bijvoorbeeld in een verticale stand van de as, de as stabiel roteert in het lagerhuis. Door de groeven wordt de as stabiel gecentreerd in het lagerhuis. Door de drukopbouw gaat de as, na een verstoring van de evenwichtsstand, terug naar het midden van het lagerhuis. Een cilindrisch lager zonder spiraalgroeven is bij een geringe radiale last instabiel, de as gaat dan bij een verstoring warrelen in het lagerhuis en wel met een rotatiesnelheid die gelijk is aan de helft van de rotatiesnelheid van de as, de zogenaamde half-omega-warrel. Het zelfafdichtende cilindrisch spiraalgroeflager (figuur 2a) heeft ook de nuttige eigenschap een as stabiel te centreren in het lagerhuis.

## Ontwerp
Voor een goede werking van spiraalgroeflagers is de vormgeving van de groeven, zoals de spiraalhoek α en de verhouding tussen groefdiepte en spleetdikte, van belang.

## Toepassingen
Radiale spiraalgroeflagers zijn geschikt voor toepassingen met een hoog toerental zoals ultracentrifuges. in videorecorders, in Röntgenapparatuur en harde schijven.